# Seznam evroposlancev po mandatih
Seznam evroposlancev po mandatih je krovni seznam.

## Seznam
- seznam evroposlancev (1973-1979)
- seznam evroposlancev (1979-1984)
- seznam evroposlancev (1984-1989)
- seznam evroposlancev (1989-1994)
- seznam evroposlancev (1994-1999)
- seznam evroposlancev (1999-2004)
- seznam evroposlancev (2004-2009)
- seznam evroposlancev (2009-2014)